# Double messieurs-dames
Pour plus de détails, voir Fiche technique et Distribution.
Double messieurs-dames (A New Life) est un film américain réalisé par Alan Alda, sorti en 1988.

## Synopsis
Un couple divorcé retrouve le monde du célibat et des rendez-vous amoureux.

## Fiche technique
- Titre : Double messieurs-dames
- Titre original : A New Life
- Réalisation : Alan Alda
- Scénario : Alan Alda
- Musique : Joseph Turrin
- Photographie : Kelvin Pike
- Montage : William Reynolds
- Production : Martin Bregman
- Société de production : Paramount Pictures
- Société de distribution : Paramount Pictures (États-Unis)
- Pays :  États-Unis
- Genre : Comédie
- Durée : 104 minutes
- Dates de sortie : 
  -  États-Unis : 25 mars 1988

## Distribution
- Alan Alda : Steve Giardino
- Hal Linden : Mel Arons
- Ann-Margret : Jackie Giardino
- Veronica Hamel : Kay Hutton
- John Shea : Doc
- Mary Kay Place : Donna
- Beatrice Alda : Judy
- David Eisner : Billy
- Victoria Snow : Audrey
- John Kozak : Phil
- Alan Jordan : l'avocat de Steve
- Tim Koetting : Maurice
- Alec Mapa : Sybil
- Cynthia Belliveau : Tina
- Michèle Duquet : Sherry
- C. David Johnson : Walter
- Michael Kirby : Dr. Dave Salisman
- Celia Weston : Eleanor
- Paul Hecht : Barry
- Bill Irwin : Eric
- Fiona Reid : Sylvia
- Jacqueline Samuda : Mara

## Accueil
Le film a reçu un accueil défavorable de la critique. Il obtient un score moyen de 33 % sur Rotten Tomatoes.